# Einsatzkommando Finnland
El Einsatzkommando Finnland era una unidad paramilitar alemana activa en el norte de Finlandia y el norte de Noruega durante la Segunda Guerra Mundial, mientras que Finlandia luchaba contra la Unión Soviética con el apoyo de la Alemania nazi. El nombre oficial de la unidad era Einsatzkommando der Sicherheitspolizei und des SD beim AOK Norwegen, Befehlsstelle Finnland, pero a menudo se lo conocía como Einsatzkommando Finnland.
La existencia del Einsatzkommando Finnland, hasta entonces desconocida, fue revelada en una disertación doctoral de 2008 por Oula Silvennoinen. La unidad estaba subordinada a la Reichssicherheitshauptamt (Oficina Central de Seguridad del Reich), y la policía de seguridad finlandesa Valpo, así como una organización de inteligencia militar finlandesa, colaboraron con ella.

## Antecedentes
Previamente se reveló en varios estudios, incluido el de la periodista de investigación Elina Sana en su libro Luovutetut. Suomen ihmisluovutukset Gestapolle ("Los Extraditados. Extradiciones finlandesas a la Gestapo"), que durante la Guerra de Continuación aproximadamente 3.000 prisioneros de guerra y civiles fueron extraditados a Alemania a cambio de los prisioneros de guerra soviéticos ugrofineses en poder de Alemania. El libro de Sana llevó al proyecto de investigación en curso en los Archivos Nacionales de Finlandia. La mayoría de los extraditados se unieron al Ejército Ruso de Liberación o fueron reclutados para espiar detrás de las líneas soviéticas, pero 520 de ellos eran oficiales políticos en el Ejército Rojo o comunistas activos, y aunque se presumía que habían muerto en manos alemanas, su destino exacto había sido desconocido.

## Investigación
Según la investigación de Silvennoinen, antes y durante la Guerra de Continuación, Finlandia entregó alrededor de 500 prisioneros de guerra y refugiados a los alemanes que operaban en el norte de Finlandia y el norte de Noruega, quienes probablemente los ejecutaron a todos. Alrededor del 10% de los que fueron entregados eran judíos, aunque su etnia no parece haber sido la razón de su extradición. Las extradiciones comenzaron en el verano de 1940. Además, un pequeño número de funcionarios de la Valpo trabajaron como intérpretes e interrogadores en los campamentos de prisioneros de guerra alemanes con funcionarios alemanes del Einsatzkommando Finnland, y fueron cómplices en las ejecuciones de un número desconocido de prisioneros de guerra.
El Einsatzkommando Finnland operó en dos campos de prisioneros de guerra, Stalag 322 en Elvenes, Noruega y Stalag 309 en Salla, Finlandia (hoy en día Rusia). Cuando el avance alemán en la Unión Soviética se estancó, el flujo de prisioneros de guerra en estos campos se redujo a un goteo, y el Einsatzkommando Finnland se disolvió a fines de 1942.
Silvennoinen es investigador en los Archivos Nacionales de Finlandia, y su tesis forma parte de una investigación en curso sobre muertes de prisioneros de guerra en Finlandia y personas entregadas a Alemania y a la Unión Soviética por las autoridades finlandesas entre 1939 y 1955.